# Emma Lunder
Emma Lunder (North Vancouver, 2 settembre 1991) è una biatleta canadese.

## Biografia
Emma Lunder si allena con il suo club a Canmore. Ha debuttato in Coppa del Mondo il 6 marzo 2014 a Pokljuka (30ª in una sprint), ai campionati mondiali a Hochfilzen 2017 (84ª nella sprint, 64ª nell'individuale e 16ª nella staffetta) e ai Giochi olimpici invernali a Pyeongchang 2018 (54ª nella sprint, 53ª nell'inseguimento, 54ª nell'individuale e 10ª nella staffetta).
Ai mondiali di Östersund 2019 si è piazzata 51ª nella sprint, 26ª nell'individuale, 14ª nella staffetta e 15ª nella staffetta singola mista. L'anno dopo nella rassegna iridata di Anterselva 2020 è stata 35ª nella sprint, 41ª nell'inseguimento, 35ª nell'individuale, 9ª nella staffetta, 14ª nella staffetta mista e 8ª nella staffetta singola mista, mentre a Pokljuka 2021 si è classificata 42ª nella sprint, 20ª nell'inseguimento, 22ª nell'individuale, 17ª nella partenza in linea, 16ª nella staffetta, 8ª nella staffetta mista e 8ª nella staffetta singola mista. Ha preso parte ai XXIV Giochi olimpici invernali di Pechino 2022 posizionandosi 32ª nella sprint, 54ª nell'inseguimento, 67ª nell'individuale, 10ª nella staffetta e 14ª nella staffetta mista; ai Mondiali di Oberhof 2023 si è classificata 11ª nella sprint, 30ª nell'inseguimento, 7ª nella partenza in linea, 25ª nell'individuale, 11ª nella staffetta, 8ª nella staffetta mista e 13ª nella staffetta mista individuale, a quelli di Nové Město na Moravě 2024 si è piazzata 69ª nella sprint, 41ª nell'individuale, 12ª nella staffetta, 13ª nella staffetta mista e 21ª nella staffetta mista individuale e a quelli di Lenzerheide 2025 si è classificata 25ª nella sprint, 27ª nell'inseguimento, 54ª nell'individuale, 20ª nella staffetta, 20ª nella staffetta mista e 18ª nella staffetta mista individuale.

## Palmarès

### Coppa del Mondo
- Miglior piazzamento in classifica generale: 23ª nel 2023